# ایجی ناکانو
ایجی ناکانو (انگلیسی: Eiji Nakano; ۵ دسامبر ۱۹۰۴ – ۶ سپتامبر ۱۹۹۰) بازیگر، و کارگردان فیلم اهل ژاپن بود.